# Häggenås
Häggenås är en tätort i Häggenås distrikt i Östersunds kommun och kyrkbyn i Häggenås socken.
Orten ligger invid Inlandsbanan samt europaväg 45 cirka 30 km vägavstånd nordost om Östersund.
Häggenås kyrka byggdes 1831 - 37. 

## Befolkningsutveckling
| Befolkningsutvecklingen i Häggenås 1965–2020 | Befolkningsutvecklingen i Häggenås 1965–2020 | Befolkningsutvecklingen i Häggenås 1965–2020 | Befolkningsutvecklingen i Häggenås 1965–2020 | Befolkningsutvecklingen i Häggenås 1965–2020 |
| -------------------------------------------- | -------------------------------------------- | -------------------------------------------- | -------------------------------------------- | -------------------------------------------- |
|                                              |                                              |                                              |                                              |                                              |
| År                                           |                                              |                                              | Folkmängd                                    | Areal (ha)                                   |
| 1965                                         | 1965                                         |                                              | 295                                          |                                              |
| 1970                                         | 1970                                         |                                              | 253                                          |                                              |
| 1975                                         | 1975                                         |                                              | 279                                          |                                              |
| 1980                                         | 1980                                         |                                              | 352                                          |                                              |
| 1990                                         | 1990                                         |                                              | 373                                          | 74                                           |
| 1995                                         | 1995                                         |                                              | 365                                          | 74                                           |
| 2000                                         | 2000                                         |                                              | 328                                          | 74                                           |
| 2005                                         | 2005                                         |                                              | 351                                          | 74                                           |
| 2010                                         | 2010                                         |                                              | 320                                          | 74                                           |
| 2015                                         | 2015                                         |                                              | 361                                          | 107                                          |
| 2020                                         | 2020                                         |                                              | 347                                          | 104                                          |
| Anm.: Ny tätort 1965                         |                                              |                                              |                                              |                                              |